# Papagomys
Genre
Papagomys est un genre de rongeurs de la sous-famille des Murinés. Ce sont des rats géants que l'on trouve à Timor et dans l'île de Florès. 

## Liste des espèces
Ce genre comprend les espèces suivantes :
- Papagomys armandvillei (Jentink, 1892)
- Papagomys theodorverhoeveni (Musser, 1981)